# Lista de estados da Nigéria por população

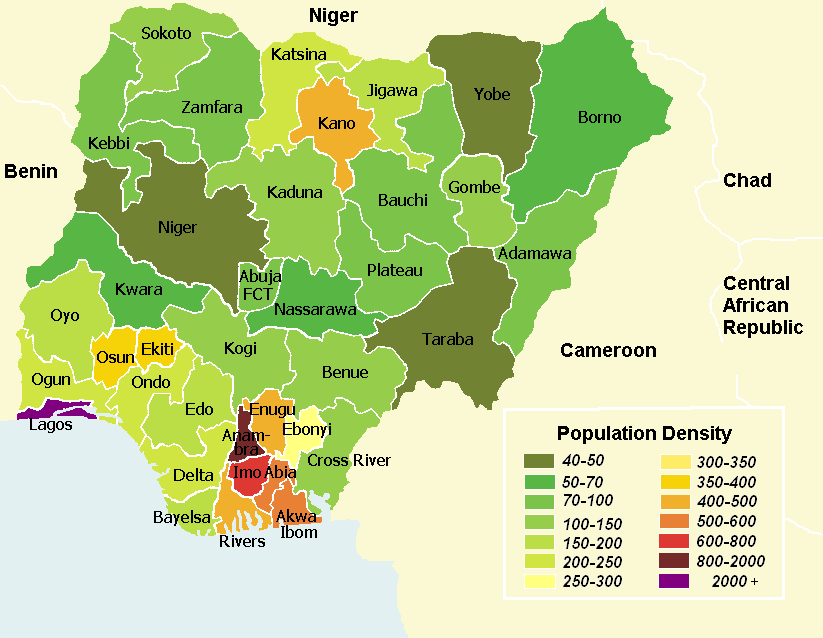
Mapa dos Estados Nigerianos por densidade populacional

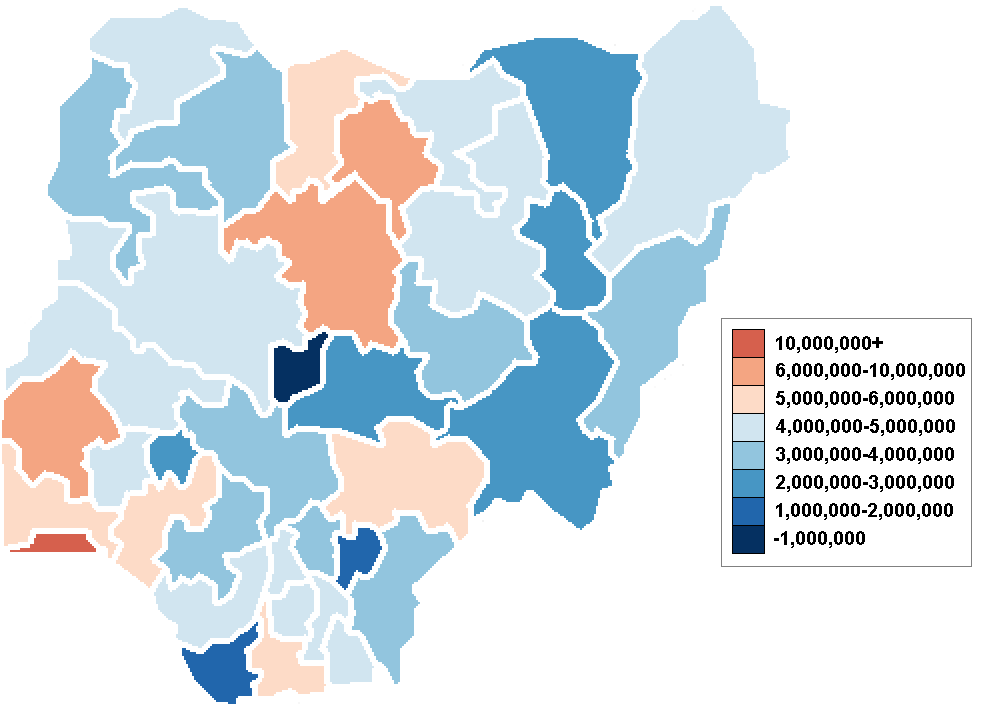
Mapa dos Estados Nigerianos por total de população

A tabela a seguir apresenta uma lista dos 36 estados e do Território da Capital Federal, da Nigéria classificados por ordem de sua população total baseada no Censo preliminar de 2006.
| Pos. | Estado                        | População   |
| ---- | ----------------------------- | ----------- |
| 1    | Kano                          | 9.383.682   |
| 2    | Lagos                         | 9.013.534   |
| 3    | Kaduna                        | 6.066.562   |
| 4    | Katsina                       | 5.792.578   |
| 5    | Oyo                           | 5.591.589   |
| 6    | Rivers                        | 5.185.400   |
| 7    | Bauchi                        | 4.676.465   |
| 8    | Jigawa                        | 4.348.649   |
| 9    | Benue                         | 4.219.244   |
| 10   | Anambra                       | 4.182.032   |
| 11   | Borno                         | 4.151.193   |
| 12   | Delta                         | 4.098.391   |
| 13   | Imo                           | 3.934.899   |
| 14   | Níger                         | 3.950.249   |
| 15   | Akwa Ibom                     | 3.920.208   |
| 16   | Ogun                          | 3.728.098   |
| 17   | Sokoto                        | 3.696.999   |
| 18   | Ondo                          | 3.441.024   |
| 19   | Osun                          | 3.423.535   |
| 20   | Kogi                          | 3.278.487   |
| 21   | Zamfara                       | 3.259.846   |
| 22   | Enugu                         | 3.257.298   |
| 23   | Kebbi                         | 3.238.628   |
| 24   | Edo                           | 3.218.332   |
| 25   | Plateau                       | 3.178.712   |
| 26   | Adamawa                       | 3.168.101   |
| 27   | Cross River                   | 2.888.966   |
| 28   | Abia                          | 2.833.999   |
| 29   | Ekiti                         | 2.384.212   |
| 30   | Kwara                         | 2.371.089   |
| 31   | Gombe                         | 2.353.879   |
| 32   | Yobe                          | 2.321.591   |
| 33   | Taraba                        | 2.300.736   |
| 34   | Ebonyi                        | 2.173.501   |
| 35   | Nasarawa                      | 1.863.275   |
| 36   | Bayelsa                       | 1.703.358   |
| 37   | Território da Capital Federal | 1.405.201   |
|      | Total                         | 140.003.542 |